# Живов Дмитро Єгорович
Дмитро Єгорович Живов (нар. 26 жовтня 1896, село Селіваниха Рязанської губернії (тепер міський округ Єгор'євськ Московська область, Російська Федерація) — розстріляний 1938) — радянський партійний діяч, відповідальний секретар Кримського обласного комітету РКП(б).

## Біографія
Народився у родині селянина. У 1914 році закінчив Єгор'євське нижче механіко-електротехнічне училище.
Член РСДРП(б) з травня 1917 року.
У 1917—1918 роках — один із організаторів Червоної гвардії міста Єгор'євська Рязанської губернії. З січня 1918 року — секретар виконавчого комітету Єгор'євської повітової ради Рязанської губернії.
У жовтні 1918 — липні 1919 року — завідувач Рязанського повітового відділу управління. У липні 1919 — серпні 1920 року — голова Рязанського повітового комітету РКП(б).
У серпні 1920 — вересні 1921 року — відповідальний секретар Рязанського губернського комітету РКП(б).
У 1921 — червні 1922 року — завідувач інструкторського відділу Татарського обласного комітету РКП(б).
У червні 1922 — листопаді 1923 року — відповідальний секретар Татарського обласного комітету РКП(б). Потім — заступник голови Ради народних комісарів Татарської АРСР. У грудні 1923 — грудні 1925 року — слухач курсів марксизму при ЦК ВКП(б).
До листопада 1926 року — завідувач організаційного відділу Донського окружного комітету ВКП(б).
У листопада 1926 — 1927 року — відповідальний секретар Донського окружного комітету ВКП(б). У 1927 році — секретар Північно-Кавказького крайового комітету ВКП(б).
У вересні 1927 — 17 грудня 1929 — відповідальний секретар Кримського обласного комітету ВКП(б).
У грудні 1929 — 1930 року — інструктор ЦК ВКП(б). У 1930 — жовтні 1931 року — член Правління Центральної спілки споживчих товариств СРСР.
У жовтні 1931 — вересні 1933 року — студент Промислової академії імені Сталіна, закінчив чотири курси.
У вересні 1933 — серпні 1934 року — начальник політичного відділу Попаснянського відділення Донецької залізниці. У серпні 1934 — липні 1937 року — начальник політичного відділу Ульяновського відділення залізниці імені Куйбишева.
1937 року заарештований органами НКВС. 19 квітня 1938 року засуджений до розстрілу, розстріляний. Посмертно реабілітований.